# نیکولا روده
نیکولا روده (ایتالیایی: Nicolò Rode؛ ۱ ژانویهٔ ۱۹۱۲ – ۴ مهٔ ۱۹۹۸) قایقران قایق بادبانی اهل ایتالیا بود.